# Orexita
Orexita is een geslacht van kevers uit de familie bladkevers (Chrysomelidae).
De wetenschappelijke naam van het geslacht werd in 1911 gepubliceerd door Spaeth.

## Soorten
- Orexita complanata (Boheman, 1855)
- Orexita minima Borowiec & Swietojanska, 1997
- Orexita woytkowskii Borowiec, 1991